# Parviz Fattah
Parviz Fattah (en persan : سید پرویز فتاح) est un homme politique iranien conservateur, ancien membre des gardiens de la révolution et ancien ministre de l'énergie dans le gouvernement de Mahmoud Ahmadinejad, lors de son premier mandat entre 2005 à 2009. Il est l'ancien dirigeant du Comité de secours de l'imam Khomeini entre 2015 et 2019. Depuis le 22 juillet 2019, il est à la tête de la Fondation Mostazafan.

## Biographie

### Jeunesse et étude
[source insuffisante]
Né en Urmia en 1961, il est titulaire d'une licence de Génie civil de Université de technologie de Sharif, d'une maîtrise en génie des systèmes de Université de technologie d'Amirkabir à Téhéran et d'un doctorat de Université Imam Hossein à Téhéran.

### Carrière
Parviz Fattah est nommé ministre de l'Énergie entre 2005 et 2009.  Puis il devient directeur exécutif de la fondation Bonyad Taavon Sepah, une fondation placée sous le contrôle du Corps des Gardiens de la Révolution, Il a également été nommé commandant adjoint du corps de construction du Corps des Gardiens de la Révolution Khatam al-Anbiya.
En novembre 2020, les États-Unis instaurent des sanctions économiques contre la Fondation Mostazafan et contre Fattah en raison de la violente répression des manifestations de 2019. Les sanctions sont le gel des avoirs de la fondation et l'intediction pour tout citoyen américain d'avoir des relations commerciales avec la fondation.